# Филимонов, Александр Владимирович
Алекса́ндр Влади́мирович Филимо́нов (род. 15 октября 1973, Йошкар-Ола) — советский и российский футболист, вратарь. Шестикратный чемпион России (1996, 1997, 1998, 1999, 2000, 2001), обладатель Кубка России (1997/1998) в составе московского «Спартака». Был в заявке на чемпионат мира по футболу 2002 в Японии и Южной Корее, однако на поле не выходил. Лучший вратарь России 1998 года (приз журнала «Огонёк»). Чемпион мира, России и Евролиги, обладатель Межконтинентального кубка, Кубка России по пляжному футболу 2011 года. Член клуба Льва Яшина. Тренер вратарей юношеской сборной России до 17 лет.

## Ранние годы
Родился в семье советского футболиста Владимира Филимонова. Начинал выступать на позиции левого полузащитника. Провёл детство в Кишинёве: «Школа у меня была в Кишинёве. Там я вырос как футболист, там всё моё футбольное образование закладывалось, без этого не было бы спортивных успехов. Я прожил в этом городе шестнадцать лет, больше, чем где либо ещё». По собственным словам, на год уходил из футбола из-за конфликта с тренером, вместо футбола занимался плаванием и лёгкой атлетикой. Вернулся в футбол, когда в ДЮСШ стал работать его отец. К 1990 году он окончил йошкар-олинскую футбольную школу «Буревестник» и отправился в команду второй низшей лиги СССР из Чебоксар — «Сталь», однако за всё время отыграл лишь две встречи. В Чебоксарах Александр жил на территории завода.
По окончании сезона он вернулся в Йошкар-Олу и заключил соглашение с местной «Дружбой» (лига та же), где стал основным голкипером и даже забил свой единственный в профессиональной карьере гол. По словам Филимонова, это произошло в игре против арзамасского «Торпедо», когда мяч после выноса Филимонова попал в линию штрафной и перелетел через вратаря, который начал пятиться в последнюю секунду и поскользнулся. Гол принёс «Дружбе» победу 2:1.

## Клубная карьера
Первый контракт подписал в 1990 году с молдавской командой «Заря» Бельцы, играл только в товарищеских матчах. Через полгода в Йошкар-Оле поступил в институт, в клубе «Сталь» Чебоксары провёл два матча под фамилией Алексеев.
По собственным словам, на заре футбольной карьеры несколько раз сталкивался с предложениями сыграть договорной матч за денежное вознаграждение. Сам Филимонов утверждал, что никогда не играл договорные матчи, выступая всегда в полную силу, но признавал, что как минимум три раза его команда сыграла именно так, как планировалось в соответствии с условиями «договорняка».

### «Факел» (Воронеж) и «Текстильщик» (Камышин)
В 1992 году Филимонова заметил клуб высшей лиги России — воронежский «Факел», который не имел приличного вратаря. Местный тренер Фёдор Новиков встретил на сборах в Краснодарском крае Владимира Филимонова, который состоял в тренерском штабе «Дружбы», а до этого играл под его руководством в йошкар-олинском «Спартаке». Тот, в свою очередь, порекомендовал ему своего сына. Филимонов с первого же сезона закрепился в основном составе, однако клуб вылетел в первую лигу, откуда, отыграв сезон 1993 года, Филимонов отправился в камышинский «Текстильщик» — четвёртый клуб высшей лиги, с которым он на протяжении двух сезонов балансировал в середине турнирной таблицы первенства. Тем не менее команда участвовала в розыгрыше Кубка УЕФА сезона 1994/95.

### «Спартак» (Москва)
В 1996 году контракт Филимонова с «Текстильщиком» истёк, и он попал в состав московского «Спартака» — лидера российского футбола 90-х годов, который искал замену уехавшему за границу Станиславу Черчесову. Выиграв в конкуренции с Русланом Нигматуллиным, Филимонов и в «Спартаке» завоевал право выходить в основе. В период своих выступлений за этот клуб (1996—2001) он 6 раз становился чемпионом России, выиграл Кубок России и провёл с командой ряд успешных выступлений в еврокубках.
В октябре 1999 года Филимонов перенёс серьёзный удар судьбы, после того как его ошибка в конце матча за сборную России против Украины лишила россиян шансов на поездку на Евро-2000. По мнению многих экспертов, упущенная поездка на Евро надломила морально вратаря, хотя сам Филимонов отрицал это. Олег Романцев на пресс-конференции после той встречи заявил, что у него будет достаточно времени, чтобы решить вопрос о дальнейшем привлечении Филимонова в сборную, но в клубе решил не убирать его в запас, чтобы показать свою поддержку. В итоге Филимонов сыграл в решающем матче за титул чемпиона России против «Локомотива», в котором «красно-белые» победили со счётом 3:0, а после игры болельщики скандировали речёвки в поддержку Филимонова.
В 2000 году вместе со «Спартаком» он блестяще выступил в первом групповом этапе Лиги чемпионов, пропустив меньше всех в группе и выйдя в следующий этап. В то же время выступление во втором групповом этапе Лиги чемпионов у «красно-белых» оказалось крайне неудачным, и в межсезонье Филимонов повёл с руководством клуба разговор о желании выступать за границей. После этого разговора, со слов Филимонова, его убрали из основного состава команды.
28 апреля 2001 года «Спартак» сенсационно был разгромлен подмосковным «Сатурном» со счётом 3:0, а ворота в том матче защищал Филимонов. Пресса приписала Романцеву слова о том, что у тренера закончился кредит доверия к Филимонову; в итоге основным вратарём стал Максим Левицкий. Последнюю игру за «Спартак» Филимонов провёл 5 мая в игре против «Черноморца», выйдя на 73-й минуте на замену при счёте 5:0 в пользу москвичей.

### «Динамо» (Киев)
С приходом в «Спартак» украинского вратаря Максима Левицкого Филимонов всё реже стал попадать в основной состав, пока и вовсе не потерял место в воротах. По мнению самого футболиста, это произошло после того, как он сказал тренеру «Спартака» Олегу Романцеву, что хочет отправиться за границу. Пребывание на скамейке запасных послужило причиной перехода Филимонова в киевское «Динамо», лишившегося из-за травмы своего основного на протяжении долгих лет голкипера — Александра Шовковского. Однако Валерий Лобановский, совмещавший посты главного тренера в «Динамо» и в сборной Украины, больше доверял украинскому вратарю Виталию Реве, а потом и выздоровевшему Шовковскому.
Дебют Филимонова пришёлся на контрольный матч против «Брюгге», в ходе которого он отыграл на высоком уровне. На скамейку запасных Филимонов сел из-за травмы сразу трёх вратарей сборной Украины, из-за чего Лобановский должен был подготовить нового вратаря для сборной; и из-за необязательных ошибок, которые он допускал в матчах Лиги чемпионов. Проведя всего лишь 4 матча в составе украинской команды в рамках чемпионата и несколько игр в Лиге чемпионов, Филимонов вернулся в российскую премьер-лигу в 2002 году, пополнив ряды элистинского «Уралана».

### «Уралан»
В клубе Филимонов оказался на виду у одного из тренеров сборной, возглавлявшего тогда эту команду — Сергея Павлова. Здесь также был достойный конкурент за место в воротах — Юрий Окрошидзе, с которым Филимонов получал приблизительно равное игровое время. Попадать в состав Александр перестал после того, как 24 мая 2003 года в перерыве матча с «Торпедо» в Лужниках подверг резкой критике работу звездочёта команды. Поскольку от него во многом зависело определение состава на игру, вспыльчивый вратарь и капитан перестал выходить на поле, что аргументировалось «волей звёзд». На второй год пребывания в команде Филимонова клуб вылетел в первый дивизион, что сподвигло его вновь сменить клуб после истечения контракта в 2004 году.

### «Торпедо-Металлург» / «Москва»
В клубе провёл первый сезон как основной голкипер, но в 2005 году стал уступать по качеству игры новичку 2005 года — белорусу Юрию Жевнову и его первому дублёру — Сергею Козко — и с тех пор провёл за основную команду только одну игру: первую, домашнюю 1/16 финала кубка России 2006/07 против «Терека» из первого дивизиона, закончившуюся неожиданным разгромом москвичей (1:4). В ответной игре москвичи смогли отыграться (4:0) и впоследствии дойти до финала, но к тому моменту Филимонов уже покинул Россию.

### «Неа Саламина»
Зимой 2007 года присоединился к кипрскому футбольному клубу «Неа Саламина» из Фамагусты, занимавшему на момент заключения контракта (30 декабря 2006 года) 8-е из 14-ти возможных мест в турнирной таблице. В первом сезоне за клуб провёл лишь 4 матча, вступив в серьёзную конкуренцию с местным вратарём. В марте 2008 года покинул клуб, занимавший на тот момент предпоследнее место в турнирной таблице.

### «Кубань»

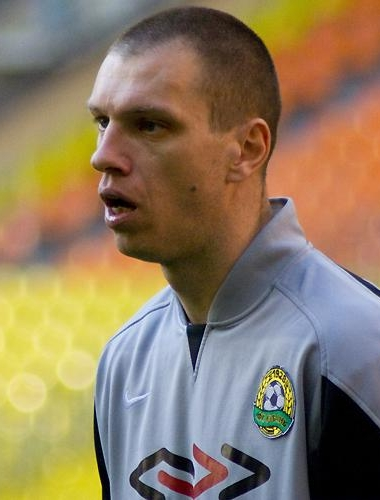
Александр Филимонов в составе «Кубани», 2008 год

Вместе с краснодарской «Кубанью», вылетевшей из премьер-лиги, Филимонов начал сезон в первом дивизионе. В первых двух турах, где клуб дважды был бит всухую (0:2 и 0:1), в воротах стоял Станислав Козырев. Затем главный тренер Александр Тарханов подал в отставку, а на его место пришёл уже работавший с Филимоновым Сергей Павлов, при котором он сразу же занял место в стартовом составе. Первые свои четыре официальные игры за «Кубань» Филимонов отстоял «на ноль», «сухая» серия закончилась на исходе первого тайма пятого, домашнего матча с подольским «Витязем»: кубанцев огорчил Семён Мельников, выйдя к пустым воротам, так как вратарь неудачно вышел далеко в поле. С 19-го тура место в воротах занял Игорь Кот, с 29-го — Алексей Степанов.
7 ноября на пресс-конференции генеральный директор «Кубани» Сурен Мкртчян заявил, что клуб не планирует продлевать с Филимоновым контракт, действовавший до конца 2008 года.
В конце января 2009 года тренировался с молодёжным составом «Химок», но официально игроком клуба не являлся.

### «Локомотив» (Ташкент)
В марте 2009 года появилась информация, что Филимоновым интересуется ташкентский «Локомотив», куда он и перешёл. 5 марта 2009 года провёл свой первый матч за этот клуб — во втором туре чемпионата Узбекистана в игре против ферганского «Нефтчи». Игра закончилась со счётом 2:1 в пользу «Локомотива». За этот клуб выступал с 2009 по 2010 год в чемпионате Узбекистана.

### «Арсенал» (Тула)
С конца 2011 года — играющий тренер и капитан тульского «Арсенала». 21 апреля 2012 года дебютировал за туляков в гостевом матче любительской лиги (зона «Черноземье») против рязанской «Звезды-М».
В сезоне-2012/13 сыграл 28 матчей (все — в стартовом составе), пропустил 19 мячей, одна жёлтая карточка. По итогам сезона признан лучшим вратарём Центральной зоны второго дивизиона, а «Арсенал» занял первое место и вышел в ФНЛ. По итогам сезона 2013/14 «Арсенал» вышел в Премьер-лигу со второго места. Принял участие в 30 матчах первенства.
В сезоне-2014/15 до зимнего перерыва сыграл 17 матчей, в которых пропустил 25 мячей. 3 марта 2015 провёл последний матч за основную команду — 1/4 финала Кубка России против «Газовика» (0:1), 19 марта был переведён в команду «Арсенал-2» из ПФЛ. 22 июня ушёл из клуба.

### «Долгопрудный»
В июле 2015 перешёл в клуб ПФЛ «Долгопрудный» на должность играющего тренера. В сезоне 2017/18 провёл два матча — 3 августа 2017 против «Коломны» (3:3) и прощальный — 27 мая 2018, в возрасте 44 лет, против ФК «Луч-Энергия» (4:1).

## Карьера в национальной сборной

9 октября 1999 года. «Лужники». Россия — Украина. 88-я минута. Филимонов пропустил гол, перечеркнувший надежды россиян на выход на Евро-2000

Первые шаги в сборных России сделал ещё в 1995 году, участвовал в квалификационном турнире к Олимпиаде-1996 в Атланте, куда российские футболисты в итоге не попали. 25 марта 1998 года дебютировал в составе первой сборной страны в товарищеском матче против сборной Франции, завершившейся победой россиян со счётом 1:0.
5 июня 1999 года Филимонов защищал ворота сборной России в гостевом матче против действовавших чемпионов мира, сборной Франции, в рамках отборочного цикла чемпионата Европы 2000 года, в котором россияне одержали сенсационную победу со счётом 3:2 при том, что российская сборная проиграла три стартовых матча отборочного турнира против украинцев, французов и исландцев. При счёте 0:0 Филимонов на 20-й минуте спас российскую сборную после атаки французов: сначала он отразил дальний удар Юрия Джоркаеффа, а затем спустя считанные секунды совершил второй сэйв, не позволив сыграть на добивании Сильвену Вильтору. В обоих пропущенных голах вины Филимонова не было: первый мяч французов был забит со штрафного Эмманюэлем Пети из-за рикошета Сергея Семака, а Сильвен Вильтор забил второй гол, промчавшись по правому флангу и воспользовавшись серией позиционных ошибок российских защитников. Ещё до того, как россияне сравняли счёт, Филимонов не дал Вильтору забить третий французский мяч. Позже при счёте 2:2 Филимонов отразил несколько сложных ударов, сохранив у россиян шансы на победу. Однако осенью 1999 года Филимонов стал показывать менее уверенную игру: 4 сентября в домашнем отборочном матче против Армении, завершившемся победой россиян 2:0, в одном из эпизодов после аута от Дмитрия Хлестова Филимонов буквально отдал мяч армянскому форварду Карапету Микаеляну, который лишь чудом не забил. По ходу матча Филимонов демонстрировал странную игру, объяснение которой не смог найти даже главный тренер российской сборной Олег Романцев.
Поворотным моментом в карьере Александра Филимонова стал матч против Украины, который состоялся 9 октября 1999 года на переполненных «Лужниках»: России была необходима только победа для попадания в финальную часть соревнований. Романцев был обеспокоен качеством игры Филимонова, однако так и не рискнул заменить его накануне ответственного матча. На 75-й минуте Россия повела в счёте после гола Валерия Карпина. Однако за три минуты до конца основного времени украинцы получили право на пробитие штрафного после фола Алексея Смертина на Сергее Мизине. Андрей Шевченко, исполнявший стандарт, пробил по воротам, надеясь на ошибку вратаря. Филимонов до удара вышел из ворот и затем пятился, пытаясь поймать мяч, но не смог его удержать и упустил в свои ворота. Многие эксперты указывали на несколько неверных решений вратаря в этом эпизоде. Ничья не позволила российской команде пройти дальше.
Александр Филимонов надолго заслужил себе одно из самых заметных мест в фольклоре российских болельщиков: долгое время он подвергался в СМИ постоянной травле. В первое время после игры он стал частым гостем всевозможных ток-шоу, героем журналистских очерков. Снимались небольшие передачи с его участием, посвящённые пропущенному голу. Однако потом, когда интерес к его личности у СМИ упал, остались только постоянные укоры и припоминания злополучной ошибки, перекрывавшие все его предыдущие и последующие достижения: истерия и остракизм стали наблюдаться через полгода после той роковой встречи, выражаемые в оскорблениях со стороны болельщиков ряда команд (при этом украинские болельщики не припоминали Филимонову случившееся). Некоторые ставили в вину футболисту, что он не пошёл перед матчем к православному священнику, прибывшему в расположение сборной, и пропущенный гол — небесная кара, на что он отвечает, что является убеждённым атеистом (в более позднем интервью Филимонов говорил, что крещён, но соблюдает не все обряды). В частности, когда состоялась жеребьёвка отборочного цикла чемпионата Европы 2004 года, именно Филимонова, пропустившего удар Шевченко, винили в том, что рейтинг сборной не позволил ей попасть в более лёгкую группу. Позднее администратор «Спартака» Александр Хаджи сказал, что пропущенный гол мог стать следствием личных проблем в то время у Филимонова (развод с первой женой, одновременная беременность и её, и подруги), о чём Романцев не знал, и не следовало бы доверять ему место в воротах: стоял бы Нигматуллин, сам Филимонов отрицал то, что данная ситуация могла повлиять на его состояние, однако в более позднем интервью говорил, что могла повлиять.
В связи со случившимся событием Филимонов долго не привлекался в сборную России, однако после перехода в киевское «Динамо» убедил украинских болельщиков не припоминать ему курьёзный гол матча 9 октября 1999 года: те отнеслись с пониманием к просьбе Александра, поскольку в стыковых матчах Украина проиграла Словении, пропустив в гостевой встрече не менее нелепый гол от Миленко Ачимовича из-за ошибки Александра Шовковского.
Проведя ещё четыре матча за сборную (против Словакии в 2000 году, Греции и Латвии в 2001 году и Эстонии в 2002 году), Филимонов был включён в состав на чемпионат мира 2002 года в Японию и Южную Корею (где, однако, не провёл ни одного матча). Это решение тренерского штаба сборной было весьма неожиданным, так как до этого он выпал из интересов команды, а его выступления в том сезоне не были безупречны. В частности, в товарищеском матче против Эстонии, состоявшемся 27 марта 2002 года, Филимонов вышел на замену во втором тайме и пропустил решающий гол от Андреса Опера, из-за чего россияне проиграли 1:2 — к пропущенному голу привёл неточный пас одного из защитников, что вылилось в контратаку и выход Опера один-на-один с Филимоновым. Ещё одной причиной неучастия в матчах ЧМ-2002 был неправильно залеченный перелом мизинца, полученный на первой же тренировке в Бору — результаты неправильного лечения выявились уже после чемпионата мира в Японии и Южной Корее. Игра Филимонова против Эстонии стала последней для него в составе основной сборной России. Весной 2004 года провёл один матч за вторую команду России против второй сборной Германии.
В 2009 году Филимонов принял участие в Кубке Легенд (он заменил на турнире Дмитрия Харина). Сборная России тогда обыграла в группе Францию и Италию с общим счётом 16:5, а в финале одержала верх над Испанией со счётом 8:4. После финального матча Хосе Амависка отметил, что именно блестящая игра Александра позволила России выиграть Кубок, а Валерий Карпин заявил, что Филимонов не затерялся бы и в нынешнем составе «Спартака».

## Стиль игры
Полузащитник «Спартака» Артём Безродный характеризовал Филимонова как очень сильного вратаря и «трудягу», который постоянно кричал во время матчей и выглядел грозно. Вне футбольного поля, по словам Безродного, он был хорошим, умным и адекватным человеком.

## Тренерская карьера

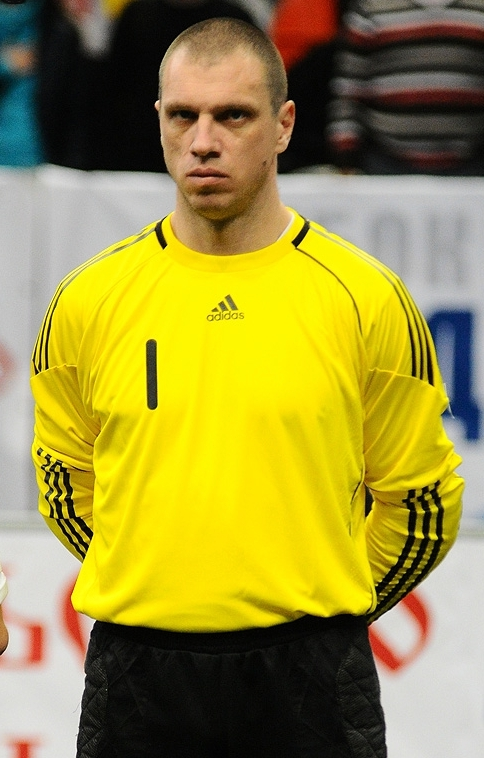
Александр Филимонов в ходе Кубка Легенд 2011

С 2011 года являлся тренером вратарей в клубах «Арсенал» (Тула), «Долгопрудный», «Родина» (Москва).
В том же 2011 году Филимонов говорил, что видит себя в качестве тренера вратарей, а не помощника главного тренера или собственно главного тренера какой-либо команды.
С 2018 года — тренер вратарей юношеской сборной России среди игроков 2001 года рождения.
В 2021 году входил в тренерский штаб Дениса Лактионова в «Риге».
С февраля по август 2022 года тренировал любительскую медиафутбольную команду ЛФК «Рома» из Москвы. Под руководством Филимонова «Рома» дошла до четвертьфинала в первом сезоне Медийной футбольной лиги, а также не смогла выйти из группы на Московском кубке селебрити-2022. Из команды ушёл, по собственным словам, поскольку «там пошли неприятные вещи». Во втором сезоне Медийной футбольной лиги — вратарь команды «Наши парни». В 2024 году стал тренером «Народной команды».

## Пляжный футбол

### Карьера в клубах
В первой половине июня 2011 года Филимонов присоединился к «Локомотиву». Инициатором перехода в новый вид спорта стал президент клуба Виталий Погодин, впервые предложивший Филимонову попробовать себя в пляжном футболе ещё в начале года (с Погодиным Филимонов играл в сборной российских парламентариев). 21 июня 2011 года он провёл первый матч в составе «Локомотива». Дебют пришёлся на второй матч за Суперкубок России против «Крыльев Советов», завершившийся победой «железнодорожников» со счётом 10:6 и принёсший им трофей. Сам вратарь играл только в третьем периоде, но не пропустил ни одного мяча. 17 июля 2011 года играл в составе «Локомотива» в матче суперфинала чемпионата России по пляжному футболу с клубом «Строгино» (11:8), на поле провёл второй и третий таймы. Стал чемпионом России по пляжному футболу и был признан лучшим вратарём турнира.
В январе 2012 года Филимонов приступил к подготовке к решающему отрезку сезона 2011/12 в составе «Арсенала», в результате чего был вынужден пропустить пляжно-футбольный Кубок Европы. Футболист, однако, отказался говорить об окончании карьеры в национальной сборной и пляжном футболе вообще, выразив готовность совмещать выступления в двух видах спорта. Тогда же главный тренер сборной России Михаил Лихачёв выразил надежду, что Филимонов продолжит карьеру в пляжном футболе.
В августе 2012 года Филимонов второй сезон подряд стал чемпионом России в составе «Локомотива», непосредственно отыграв за клуб на первом, июньском этапе турнира. Далее полностью сосредоточился на работе в получившем профессиональный статус «Арсенале». Последним клубным турниром в пляжном футболе, в заявке на который присутствовал Филимонов, стал победный для «Локомотива» Кубок России, разыгранный к середине сентября 2012 года.

### Карьера в сборной России
В том же году Филимонов продолжил сезон выступлением за сборную России. Он принял участие в четвёртом этапе и Суперфинале Евролиги. В двух матчах группового этапа появлялся во вторых таймах, голов не пропустил. В финале со швейцарцами вышел после второго тайма, когда счёт был 0:3 в пользу соперников сборной России. Остался в воротах до конца игры, сделав несколько сейвов и пропустив один гол. В итоге Россия выиграла 6:4 и во второй раз в своей истории стала победителем Евролиги.
Был включён в заявку сборной России на чемпионат мира 2011 года, принял участие во всех шести играх команды и стал победителем турнира. По словам Александра, за двое суток до турнира игроков сборной выселили из пансионата, что усложнило работу сборной и одновременно добавило ценности итоговой победе.
26 ноября того же года Филимонов вместе со сборной выиграл Межконтинентальный кубок.

## Статистика

### Клубная
| Сезон   | Клуб                  | Лига   | Чемпионат | Чемпионат | Кубок | Кубок | Еврокубки | Еврокубки |
| Сезон   | Клуб                  | Лига   | Игры      | Голы      | Игры  | Голы  | Игры      | Голы      |
| ------- | --------------------- | ------ | --------- | --------- | ----- | ----- | --------- | --------- |
| 1990    | Сталь (Чебоксары)     | II     | 2         | ?         | 0     | 0     | —         | —         |
| 1991    | Дружба (Йошкар-Ола)   | II н.  | 38        | −?/1      | 0     | 0     | —         | —         |
| 1992    | Факел (Воронеж)       | Высшая | 30        | −26       | 2     | −5    | —         | —         |
| 1993    | Факел (Воронеж)       | I      | 37        | −27       | 2     | −1    | —         | —         |
| 1994    | Текстильщик (Камышин) | Высшая | 23        | −21       | 2     | −3    | 4         | −6        |
| 1995    | Текстильщик (Камышин) | Высшая | 30        | −41       | 1     | −1    | —         | —         |
| 1996    | Спартак-2             | II     | 1         | 0         | —     | —     | —         | —         |
| 1996    | Спартак (Москва)      | Высшая | 26        | −19       | 3     | −4    | 4         | −6        |
| 1997    | Спартак (Москва)      | Высшая | 33        | −28       | 4     | −2    | 9         | −6        |
| 1998    | Спартак (Москва)      | Высшая | 29        | −24       | 5     | −1    | 12        | −13       |
| 1999    | Спартак (Москва)      | Высшая | 28        | −21       | 1     | 0     | 10        | −14       |
| 2000    | Спартак-2             | II     | 1         | −1        | 0     | 0     | —         | —         |
| 2000    | Спартак (Москва)      | Высшая | 23        | −25       | 3     | −2    | 8         | −7        |
| 2001    | Спартак (Москва)      | Высшая | 8         | −5        | 1     | −3    | 4         | −6        |
| 2001/02 | Динамо (Киев)         | Высшая | 4         | −1        | 1     | 0     | 5         | −9        |
| 2001/02 | Динамо-2 (Киев)       | I      | 1         | 0         | —     | —     | 1         | 0         |
| 2002    | Уралан                | РФПЛ   | 23        | −29       | 1     | −4    | —         | —         |
| 2003    | Уралан                | РФПЛ   | 16        | −24       | 0     | 0     | —         | —         |
| 2004    | Москва                | РФПЛ   | 26        | −33       | 6     | −2    | —         | —         |
| 2005    | Москва                | РФПЛ   | 0         | 0         | 0     | 0     | —         | —         |
| 2006    | Москва                | РФПЛ   | 0         | 0         | 1     | −4    | —         | —         |
| 2006/07 | Неа Саламина          | А      | 4         | −6        | ?     | ?     | —         | —         |
| 2007/08 | Неа Саламина          | А      | 8         | −16       | ?     | ?     | —         | —         |
| 2008    | Кубань                | I      | 16        | −13       | 0     | 0     | —         | —         |
| 2009    | Локомотив (Ташкент)   | ПФЛУ   | 25        | ?         | ?     | ?     | —         | —         |
| 2010    | Локомотив (Ташкент)   | ПФЛУ   | 22        | −33       | ?     | ?     | —         | —         |
| 2011/12 | Долгие Пруды          | ЛФЛ    | 25        | −13       | —     | —     | —         | —         |
| 2011/12 | Арсенал (Тула)        | ЛФЛ    | 10        | −7        | —     | —     | —         | —         |
| 2012/13 | Арсенал (Тула)        | ПФЛ    | 28        | −19       | 1     | −1    | —         | —         |
| 2013/14 | Арсенал (Тула)        | ФНЛ    | 30        | −32       | 1     | 0     | —         | —         |
| 2014/15 | Арсенал (Тула)        | РФПЛ   | 17        | −25       | 2     | −3    | —         | —         |
| 2015/16 | Долгопрудный          | ПФЛ    | 11        | −10       | 0     | 0     | —         | —         |
| 2016/17 | Долгопрудный          | ПФЛ    | 15        | −13       | 0     | 0     | —         | —         |
| 2017/18 | Долгопрудный          | ПФЛ    | 2         | −4        | 0     | 0     | —         | —         |

### В сборной
| Матчи Филимонова за сборную России | Матчи Филимонова за сборную России | Матчи Филимонова за сборную России | Матчи Филимонова за сборную России | Матчи Филимонова за сборную России | Матчи Филимонова за сборную России | Матчи Филимонова за сборную России |
| ---------------------------------- | ---------------------------------- | ---------------------------------- | ---------------------------------- | ---------------------------------- | ---------------------------------- | ---------------------------------- |
| №                                  | Дата                               | Оппонент                           | Счёт                               | Пропущено голов                    | Соревнование                       |                                    |
| 1                                  | 25 марта 1998 года                 | Франция                            | 1:0                                | —                                  | Товарищеский матч                  |                                    |
| 2                                  | 22 апреля 1998 года                | Турция                             | 1:0                                | —                                  | Товарищеский матч                  |                                    |
| 3                                  | 27 мая 1998 года                   | Польша                             | 1:3                                | 3                                  | Товарищеский матч                  |                                    |
| 4                                  | 27 марта 1999 года                 | Армения                            | 3:0                                | —                                  | Отборочные матчи ЧЕ-2000           |                                    |
| 5                                  | 31 марта 1999 года                 | Андорра                            | 6:1                                | 1                                  | Отборочные матчи ЧЕ-2000           |                                    |
| 6                                  | 5 июня 1999 года                   | Франция                            | 3:2                                | 2                                  | Отборочные матчи ЧЕ-2000           |                                    |
| 7                                  | 9 июня 1999 года                   | Исландия                           | 1:0                                | —                                  | Отборочные матчи ЧЕ-2000           |                                    |
| 8                                  | 4 сентября 1999 года               | Армения                            | 2:0                                | —                                  | Отборочные матчи ЧЕ-2000           |                                    |
| 9                                  | 8 сентября 1999 года               | Андорра                            | 2:1                                | 1                                  | Отборочные матчи ЧЕ-2000           |                                    |
| 10                                 | 9 октября 1999 года                | Украина                            | 1:1                                | 1                                  | Отборочные матчи ЧЕ-2000           |                                    |
| 11                                 | 19 августа 1998 года               | Швеция                             | 0:1                                | 1                                  | Товарищеский матч                  |                                    |
| 12                                 | 18 августа 1999 года               | Беларусь                           | 2:0                                | —                                  | Товарищеский матч                  |                                    |
| 13                                 | 31 мая 2000 года                   | Словакия                           | 1:1                                | 1                                  | Товарищеский матч                  |                                    |
| 14                                 | 15 августа 2001 года               | Греция                             | 0:0                                | —                                  | Товарищеский матч                  |                                    |
| 15                                 | 14 ноября 2001 года                | Латвия                             | 3:1                                | 1                                  | Товарищеский матч                  |                                    |
| 16                                 | 27 марта 2002 года                 | Эстония                            | 1:2                                | 1                                  | Товарищеский матч                  |                                    |

Итого по официальным матчам: 16 матчей и 12 пропущенных голов; 10 побед, 3 ничьи, 3 поражения, 7 «сухих» матчей.

## Достижения

### Командные
«Спартак» (Москва)
- Чемпион России (6): 1996, 1997, 1998, 1999, 2000, 2001
- Обладатель Кубка России: 1997/1998
- Обладатель Кубка чемпионов Содружества (3): 1999, 2000, 2001
- Финалист Кубка чемпионов Содружества: 1997, 1998
- Финалист Кубка России: 1995/96

«Динамо» (Киев)
- Обладатель Кубка чемпионов Содружества: 2002

«Долгие Пруды»
- Победитель Первенства России среди любительских клубов: 2011/2012

«Арсенал» (Тула)
- Победитель Первенства ПФЛ: 2012/13 (зона «Центр»)
- Серебряный призёр Первенства ФНЛ: 2013/14

«Локомотив» (Москва, пляжный футбол)
- Чемпион России (2): 2011, 2012
- Обладатель Кубка России (2): 2011, 2012
- Обладатель Суперкубка России: 2011

Сборная России (пляжный футбол)
- Чемпион мира: 2011
- Победитель Евролиги: 2011
- Обладатель Межконтинентального кубка: 2011

### Личные
- В списках 33 лучших футболистов чемпионата России (4): № 1 — 1998, 1999; № 2 — 1997, 2000
- Лучший вратарь Чемпионата России по оценкам «Спорт-Экспресс»: 1998 (ср. оценка — 6,10)
- Приз «Вратарь года» имени Льва Яшина: 1998
- 4-е место среди вратарей по количеству «сухих» матчей в чемпионатах России — 113 матчей из 295[73].
- 3-е место среди вратарей по количеству пропущенных мячей в чемпионатах России — 296 мячей в 295 матчах[74].
- Лучший вратарь чемпионата России по пляжному футболу: 2011
- Игрок столетия в Республике Марий Эл: 2013[75][15]

## Личная жизнь
Женат третьим браком, есть сын от первого брака (по состоянию на май 2018 года — студент Российского экономического университета имени Плеханова) и дочери от второго брака.
В 2003 году в составе звёзд российского спорта принял участие в телепередаче «Сто к одному» (выпуск на телеканале «Россия» от 21 декабря 2003 года).
Может изъясняться на английском и греческом языках. Из литературы предпочитает Александра Солженицына, Фёдора Достоевского, Александра Дюма и Джека Лондона. В 2002 году во время чемпионата мира прочитал книгу «Этногенез и биосфера Земли» Льва Гумилева.